# Acide rétinoïque
Les dérivés naturels de la vitamine A sont l’acide rétinoïque et son isomère l'acide 9-cis-rétinoique. Ces molécules liposolubles influencent le développement embryonnaire chez plusieurs vertébrés via une action régulatrice sur l'expression de gènes cibles. Plus spécifiquement, ils jouent un rôle durant la gastrulation, l'organogénèse et la formation de tissus. L’acide rétinoïque est aussi appelé l’acide tout-trans rétinoïque (ATTR) et trétinoïne alors que l’acide 9-cis-rétinoique peut prendre le nom d’alitrétinoïne.
Les dérivés de synthèse de la vitamine A sont l’acide 13-cis-rétinoique (isotrétinoïne), l’acitrétine, le tazarotène, l’adapalène et le bexarotène. Ces derniers sont utilisés pour des applications pharmacologiques et sont connus pour causer un dérèglement des concentrations naturelles. En effet, l’acide 13-cis-rétinoique provoque des effets tératogènes chez les fœtus humains. Cependant, son potentiel tératogène varie selon les espèces puisque les rats y seraient insensibles.

## Voie de synthèse des métabolites naturels
L'apport en vitamine A est tout d'abord intégré dans l'organisme grâce à l'alimentation et se retrouve principalement sous deux formes. Les caroténoïdes sont en premier lieu hydrolysés en rétinal (RAL) et ensuite transformé en rétinol (ROL) sous l’action d’une rétinaldéhyde réductase. En revanche, les rétinylesters sont directement hydrolysé en rétinol (ROL). Pour les humains, les caroténoïdes se retrouvent dans les carottes et les œufs alors que les rétinylesters sont retrouvés dans la viande et le lait. Une fois l'absorption complétée, le ROL peut circuler dans le plasma en étant strictement lié à la RBP (rétinol binding protein). Le complexe ROL-RBP se fixe à la membrane cellulaire à l’aide de récepteurs spécifique mais seulement le ROL pénètre à l'intérieur de la cellule. En effet, celui-ci, étant liposolubles, peut facilement traverser la membrane. Le rétinol se lie par la suite à son récepteur cytosolique soluble CRBP (cellular rétinol binding protéine) avec lequel il subira plusieurs voies de métabolisation et servira ensuite comme transport vers le site d’action nucléaire. Une fois dans le cytoplasme, le ROL est transformé en rétinal, un métabolite intermédiaire qui sera à son tour modifié en acide rétinoïque tout-trans (ARTT), sous l'action de leur déshydrogénase respective. L’acide 9-cis rétinoïque est l’isomère de l’acide rétinoïque tout-trans. Ces derniers sont les deux seuls métabolites actifs du ROL.
Les récepteurs cytosolique solubles CRABP se présentent sous deux isoformes, soit CRABPII et CRABPI. Ce dernier présente une affinité supérieure avec ARTT. Outre son rôle de transporteur, il est impliqué dans la régulation de la dégradation cellulaire de l’ARTT ainsi que de l’acide 9-cis rétinoïque et serait donc responsable de leur concentration au sein de la cellule. En effet, il est lié au processus d’estérification permettant la transformation du ROL en rétinylesters permettant d’éviter l’accumulation intra-cytosolique de ROL. De plus, CARBPII augmenterait l’activité de transcription de certains récepteurs nucléaires à l’acide rétinoïque.
Enfin, le ROL peut aussi être métabolisé en rétrorétinoides qui auront un rôle à jouer dans la régulation de la prolifération cellulaire. Les rétinoïdes non utilisés seront dégradés en plusieurs dérivés polaires moins actifs comprenant 4-hydroxy, 4-oxo, 4-kéto, 18-hydroxy, 5-6-epoxy ARTT. Ce catabolisme est causé par des hydrogénases dépendant du cytochrome P450.

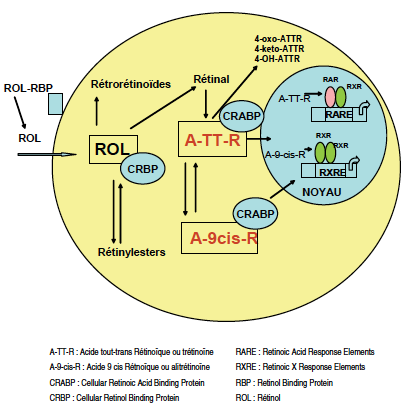
Figure 1. Métabolisme intra-cellulaire des rétinoïdes naturels

### Récepteurs nucléaires
Les récepteurs nucléaires aux rétinoïdes (RNR), appartenant à la superfamille des récepteurs nucléaires, sont des facteurs de transcription ligand-dépendants qui sont divisés en deux grandes familles. Les récepteurs nucléaires à l'acide rétinoïque (RARs) sont spécifiques à ARTT alors que les récepteurs de rétinoïde X (RXRs) ont comme ligand naturel l'acide 9-cis-rétinoique. Il existe 3 isotypes (α, β et γ) pour chaque famille. Chaque RNR, comme tous autres récepteurs nucléaires, possède des domaines communs à leur activité. Le domaine d’activation de transcription ligand-indépendant est retrouvé dans les régions N-terminales de RNR, soit A et B. La région E, contient le domaine de liaison au ligand et la zone fonctionnelle de transactivation ligand-dépendant. Enfin, le domaine de liaison à l'ADN se trouve dans la région C et est composé de 2 hélices α ainsi que d’une extension COOH terminale. La liaison à l’ADN est possible seulement sous forme d’homodimère (RXR_RXR) ou d’hétérodimère (RAR_RXR) sur des séquences spécifiques dans les régions promotrices des gènes cible.
Les RAREs (rétinoic acid response elements) sont composés de plusieurs répétitions directes d’AGGTCA séparé par deux à cinq nucléotides et constitue séquence visée par les hétérodimère RAR_RXR. Les RXREs (rétinoic x response elements) sont composés de la même répétition mais séparés par un seul nucléotide et sont ciblés par les homodimères RXR_RXR. La liaison du ligand, ARTT ou acide 9-cis-rétinoique, aux RNR entraine le recrutement de co-activateur ou co-répresseur selon le cas. De plus, une enzyme de remodelage de la chromatine est simultanément mobilisée et travaille de concert avec le co-activateur ou co-répresseur afin de respectivement décompacter ou condenser la chromatine. Selon l'effet désiré, il y aura donc soit activation ou répression de la transcription du gène cible. Les RNR ont comme cibles plus de 500 gènes dont CYP26A1 produisant l'enzyme de dégradation de l'ARTT et les gènes Hox impliqués dans le développement embryonnaire.
De nouveaux récepteurs orphelins liés aux rétinoïdes (RORs) ont récemment été identifiés. Leur liaison à l'ADN est possible grâce à l'intermédiaire de séquences spécifiques ROREs incluant la répétition de la séquence RGGTCA. Contrairement au RAR et RXR, les RORs n'ont pas besoin de former des dimères et se lient au ROREs directement sous forme de monomère. Ces derniers sont impliqués notamment dans le  développement de la rétine, du cervelet et du système lymphatique.

## Effet sur le développement de l'axe antéro-postérieur du système nerveux central
Chez l'embryon de l'amphibien Xenopus, un groupe de cellules mésodermiques sécrète des signaux qui induisent les cellules ectodermiques adjacentes à se spécifier en structures neurales postérieur. L'acide rétinoïque est une des voies de signalisation impliquées dans cette induction. L’apport de vitamine A à l’embryon provenant de la mère est assuré par les réserves de l’œuf chez les espèces ovipares comme Xenopus alors que chez les espèces vivipares, l’acide rétinoïque est acheminé par la circulation sanguine. L’acide rétinoïque permet de réguler l'expression de gènes homéotiques Hox via la présence de RNR proches des sites de transcription de gènes Hox qui agissent de manière combinatoire afin de spécifier l'identité axiale dans le tronc et le cerveau postérieur.

### Formation du gradient morphogène d'acide rétinoïque

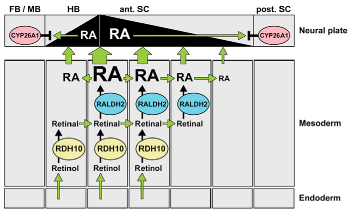
Figure 2. Module d'établissement d'un gradient morphogène d'acide rétinoïque

Une quantité anormale (en excès ou insuffisance) pendant le développement embryonnaire provoque des effets tératogènes comme la malformation de membres et des anomalies du système nerveux central ce qui indique que l'embryon a besoin d'une régulation précise d'acide rétinoïque.
La disponibilité de l’acide rétinoïque est principalement régulée par la déshydrogénase rétinal (RADLDHs) qui intervient dans l'oxydation du rétinal (RAL) en ATTR et par les membres du cytochrome CYP26s. Le gène RALPH2 présente une expression spécifique aux tissus sur ou à proximité des sites de signalisation de l’acide rétinoïque (ATTR et acide 9-cis-rétinoique). Une expression anormalement élevée de CYP26A1 cause des phénotypes semblables à un manque d’acide rétinoïde et suggère qu'il est son enzyme de dégradation le plus important durant la gastrulation.
XRDH10 présent chez Xenopus, homologue à la déshydrogénases rétinol RDH10 chez les mammifères, est responsable de la transformation du rétinol (ROL) en rétinal (RAL). Son expression est partiellement chevauchée par celle de XRALDH2, homologue à RALDH2, et est soumis à une régulation par rétroaction négative d’acide rétinoïque endogène. La présence de XRD10 dans les réserves de l'œuf est assurée par un gène à effet maternel.
L’acide rétinoïque régule de façon négative le niveau de transcription de RDH10 et de RALDH2 mais de façon positive le niveau de transcription de CYP26A1. En d’autres termes, l'expression du gène de XRD10 augmente quand les niveaux d’acide rétinoïque sont diminués alors que celle du gène de CYP26A1 augmente quand les niveaux d’acide rétinoïque sont trop hauts. L’expression de XRDH10 et RALH2 est complémentaire à celle de XCYP26A1 donc se retrouve dans les cellules adjacents. Elles forment donc ensemble un patron d’expression qui régule la concentration d’acide rétinoïque propre à un tissu spécifique. L’ATTR et l’acide 9-cis rétinoïque sont donc considérés comme des morphogènes ayant un gradient bien spécifique dans la lèvre dorsale du blastopore et la crête neurale. La lèvre dorsale du blastopore (LDB), aussi appelée organisation de Spemann, résulte de l’invagination de feuillet externe lors de la gastrulation chez les amphibiens et joue un rôle important pour la spécification de l'axes antéro-postérieur de l’embryon. L’équivalent de l’organisation de Spemann chez les mammifères est la ligne primitive.
Ce gradient est maintenu grâce à un code enzymatique biosynthétique, soit un signal créé par la coopération entre XRDH10 et RALPH2. En effet, l’ARN messager de XRDH10 présent dans le mésoderme du tronc cérébral antérieur, produit et sécrète la rétinal qui diffuse dans les cellules postérieures où le RALPH2 le convertit en ATTR. En conséquence, des niveaux plus élevés de RA sont produits au front antérieur de l'expression du domaine RALPH2, avec des concentrations décroissantes vers son extrémité postérieur. Puisque RDH10 assure un apport local et continu de rétinal, cette enzyme contribue à la stabilisation du gradient morphogénique d’acide rétinoïque. Au stade de la neurulation, lorsqu’il y a formation de la plaque neural, le pic de concentration en ATTR se situe à la limite du cerveau postérieur moelle épinière. Puis, tout au long du développement le pic se déplace de façon concomitante avec la translocation des domaines d'expression de XRDH10 et RALPH2 vers les structures postérieurs. Ce mécanisme de combinaison serait aussi observé dans la lèvre dorsal supérieur et la placode de l'oreille ainsi que dans le système nerveux central chez la souris.

### Régulation de l'expression de gènes Hox

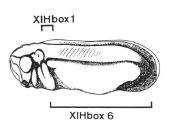
Figure 3. Représentation de l'expression des gènes XIHbox 1 et XIHbox 6

Le gradient de morphogène d’acide rétinoïque contribue à la communication des valeurs de position de l'axe antéro-postérieur via l'activation différentielle de gènes homéotique Hox dans le développement du cerveau postérieur. En effet, les RAREs auraient été identifiés dans la région promotrices de certains de ces gènes.
XIHbox 1 est exprimé dans le tronc antérieur de l'embryon Xenopus au niveau d’une étroite bande. Sa transcription demande une induction du mésoderme via XTF-MIF (Xenopus tissue culture mesoderm inducing factor), homologue au facteur de croissance TGF-β qui induit normalement les structures antéro-dorsales. XIHbox6 est exprimé dans la région postérieure de l'embryon et peut être activé par l’acide rétinoïque s’il est strictement en coopération avec le facteur de croissance fibroblastique (bFGF) qui induit normalement des structures postéro-ventrales. Les homologues des gènes Hox chez les mammifère pour H1Hbox1 et HIHbox6 sont respectivement Hox 3.3 et Hox 2.5 et peuvent être tous deux activés par l’acide rétinoïque.
Les gènes Hox chez les vertébrés sont responsables de l'organisation du développement et sont exprimés au cours de la segmentation structural du cerveau postérieur des mammifères ainsi que dans la formation axial de membres. Leurs homéodomaines codent des protéines de liaison à l'ADN qui contrôlent le développement en fournissant des indices de position qui déterminent l'organisation au sein de embryon. En conclusion, les cellules de la plaque neural ont besoin d’acide rétinoïque pour un développement normal du tube neural démontrant un lien direct entre l’acide rétinoïque, les RNR et l'activation de gène Hox spécifique.

## Effets sur la morphogénèse de bourgeons des membres
Les bourgeons de membres d’un embryon de Xenopus traités avec de l’acide rétinoïque démontrent une duplication par image miroir des doigts postérieurs. De plus, le même phénomène se produit chez les amphibiens adultes dont les membres ont été amputés. L’effet morphologique de l’acide rétinoïque chez les urodèles influence la position de spécification des trois axes des membres, soit proximal-distal, antéro-postérieur et dorso-ventral. L’ATTR et l’acide 9-cis-rétinoique seraient en majorité synthétisés durant la régénération des membres et plusieurs RAR seraient exprimés dont l’homologue de RARα chez l’humain, RARδ et une chimère de RARβ. La présence de différents récepteurs suggère que leur hétérogénéité est à la base des différents effets possibles de l’acide rétinoïque. En effet, en plus d’une restructuration d’un ou plusieurs des axes, il peut y avoir des délétions tératogènes ou inhibition complète de la formation des membres.
Chez les bourgeons de poulet et de souris, l’acide 9-cis-rétinoique ne joue pas un rôle significatif dans le développement des membres donc aucun RXR ne sera exprimé. Ce sera plutôt l’ATTR et l’acide didehydroretinoic (ddRA) qui serait en grande partie responsable de l’organisation du patron de l’axe antéropostérieur dans le bourgeon des membres. De plus, les autres axes, contrairement à Xenopus ne sont pas touchés par l’effet de l’acide rétinoïque. Ces majeures différences évoquent une variation propre à chaque espèce lorsqu’il est question du patron d’expression d’acide rétinoïque sur la morphogénèse des bourgeons de membres.

## Liens
Biologie évolutive du développement